# Technician Ted
Technician Ted (anche noto come The Chip Factory: Featuring Technician Ted) è un videogioco a piattaforme sviluppato da Steve Marsden e David Cooke e pubblicato da Hewson Consultants nel 1984 per Amstrad CPC e ZX Spectrum.

## Trama
Technician Ted è un giovane ed entusiasta hacker che lavora ad una fabbrica di chip. Inizia il suo turno ogni giorno alle 8:30 e prima di staccare alle 17:00 deve completare ventuno attività. Tuttavia il suo capo non lo ha informato su cosa siano questi compiti e dove recarsi per svolgerli. Ted parla con il suo amico, che gli dice che il suo primo lavoro è arrivare alla sua scrivania, da dove poi deve dirigersi verso il "Silicon Slice Store".

## Modalità di gioco
Technician Ted è un gioco a piattaforme a scorrimento composto da molti schermi con nomi diversi, nei quali sono spesso presenti due caselle che devono essere toccate nell'ordine corretto (la prima lampeggerà) per completare l'attività. Alcuni di questi compiti devono essere svolti entro un certo lasso di tempo. A complicare lo scopo del gioco, Ted deve evitare alcuni mostri che si nascondono nella fabbrica.
La colonna sonora è un adattamento della marcia di Radetzky di Johann Strauss padre. 
La versione per Spectrum del videogioco presenta una schermata di caricamento con uno sprite animato del conto alla rovescia, un grande risultato tecnico all'epoca.

## Accoglienza
La rivista Crash diede a Technician Ted una percentuale totale di gradimento del 96%. Your Sinclair, in occasione della riedizione del 1989, gli diede un punteggio di otto su dieci. Nel 1992, venne collocato al numero 84 della "Your Sinclair official top 100".

## Serie
Technician Ted ebbe un seguito, Costa Capers, del 1985.
Nel 1986 Hewson pubblicò una speciale versione del titolo esclusivamente per lo ZX Spectrum 128k intitolata Technician Ted - The Megamix. Essa contiene cento stanze extra, chip musicali a tre canali e un ordine numerico per i compiti da svolgere.